# Tenley Albright
Tenley Emma Albright (* 18. Juli 1935 in Newton Centre, Massachusetts) ist eine ehemalige US-amerikanische Eiskunstläuferin, die im Einzellauf startete. Sie ist die Olympiasiegerin von 1956 und die Weltmeisterin von 1953 und 1955.
Albright wurde von 1952 bis 1956 US-amerikanische Meisterin im Eiskunstlauf der Damen. Sie nahm von 1951 bis 1956 an Weltmeisterschaften teil. 1954 und 1956 wurde sie Vize-Weltmeisterin hinter Gundi Busch, bzw. Carol Heiss. 1953 in Davos und 1955 in Wien wurde sie Weltmeisterin. Sie war die erste US-amerikanische Weltmeisterin im Eiskunstlauf der Damen.
Bei ihren ersten Olympischen Spielen gewann Albright 1952 in Oslo die Silbermedaille hinter der Britin Jeannette Altwegg. Vier Jahre später schlug sie – trotz einer Schnittwunde am Bein, die sie im Training erlitten hatte – ihre Landsfrau und Konkurrentin Carol Heiss in Cortina d’Ampezzo und wurde Olympiasiegerin. Es war das erste Mal, dass eine US-Amerikanerin im Eiskunstlauf Olympiasiegerin wurde.
Nach ihrem Olympiasieg 1956 trat sie vom aktiven Sport zurück und wechselte nicht, wie viele andere Eiskunstläufer, zu den Profis. Stattdessen absolvierte sie ein Studium an der Harvard Medical School, das sie 1961 erfolgreich abschloss. Schon während ihrer Karriere hatte sie ab 1953 am Radcliffe College studiert. Danach arbeitete sie als Chirurgin. Ihr Interesse für das Fach Medizin war schon in frühen Jahren geweckt worden, als sie als Kind an Poliomyelitis erkrankt war. Albrights Ehemann ist der frühere Ritz-Carlton-Hotelbesitzer Gerald Blakely.

## Ergebnisse
| Wettbewerb / Jahr                | 1951 | 1952 | 1953 | 1954 | 1955 | 1956 |
| -------------------------------- | ---- | ---- | ---- | ---- | ---- | ---- |
| Olympische Winterspiele          |      | 2.   |      |      |      | 1.   |
| Weltmeisterschaften              | 6.   | Z    | 1.   | 2.   | 1.   | 2.   |
| US-amerikanische Meisterschaften | 2.   | 1.   | 1.   | 1.   | 1.   | 1.   |

- Z = Zurückgezogen